# دان أثيرتون
دان أثيرتون (بالإنجليزية: Dan Atherton)‏ هو دراج بريطاني، ولد في 25 يناير 1982 في سالزبوري في المملكة المتحدة.

## وصلات خارجية
- الموقع الرسمي
- دان أثيرتون على موقع أرشيف الدراجات (الإنجليزية)
- دان أثيرتون على موقع نتائج كأس العالم لسباقات دراجات (بي.أم.إكس) (الإنجليزية)
- دان أثيرتون على موقع MTB Data (الإنجليزية)